# Ибрагимова, Севда Мирза кызы
Севда Мирза кызы Ибрагимова (азерб. Sevda Mirzə qızı İbrahimova; 28 ноября 1939, Баку — 17 июля 2022) — профессор, азербайджанский композитор, народная артистка Азербайджана (2005). Персональный пенсионер Президента Азербайджанской Республики (2008).

## Биография
Севда Ибрагимова родилась 28 ноября 1939 в Баку в семье народного писателя Мирзы Ибрагимова и пианистки Сары Примовой (дочь Гурбана Пиримова).

### Образование
Окончила музыкальную школу имени Бюльбюля с отличием. В 1962 окончила Азербайджанскую консерваторию по классу фортепиано и в 1964 по классу композиции.

### Деятельность
С 1959 преподавала в музыкальной школе-десятилетке при Азербайджанской консерватории, с 1965 лаборантка класса композиции.
С 1968 стала преподавателем в Азербайджанской консерватории.
Скончалась 17 июля 2022 года на 83 году жизни.